# Acceso aleatorio

Acceso aleatorio y acceso secuencial.

El acceso aleatorio o acceso directo se refiere a la forma de acceso a la memoria de manera aleatoria o directa, que tiene connotaciones algo distintas de acuerdo a las disciplinas de estudio.
También suele denominarse acceso "al azar", en vez de acceso aleatorio.

## Acceso aleatorio en sistemas informáticos
En ciencias de la computación, el acceso aleatorio es la habilidad para acceder a un elemento arbitrario de una secuencia de datos en tiempos iguales.
El opuesto es el acceso secuencial, donde para acceder a un elemento remoto se necesitará más tiempo.

## Acceso aleatorio en estructuras de datos
En las estructuras de datos, el acceso aleatorio tiene la ventaja de acceder al n-ésimo elemento de una lista de números en un tiempo constante.
Muy pocas estructuras de datos pueden garantizar esto, tales como los arrays.
El acceso aleatorio es crítico en algunos algoritmos tales como quicksort y búsqueda binaria.
Otras estructuras de datos, como por ejemplo las listas enlazadas, sacrifican el acceso aleatorio para hacer inserciones, eliminaciones y búsquedas más eficientes.

## Acceso aleatorio en electrónica
En electrónica, el acceso aleatorio se refiere a la cualidad de una memoria de presentar tiempos de acceso, a cualquier posición de memoria, que sean casi iguales, sin importar en qué punto del arreglo se encuentre dicha posición.
Las memorias de estado sólido presentan esa cualidad, dado su tamaño físico y la naturaleza de su funcionamiento. Este tipo de memorias permite que los programas tengan bifurcaciones y saltos condicionales, que de otra manera representarían pérdida en la velocidad del sistema.